# (5168) Jenner
(5168) Jenner ist ein Asteroid des Hauptgürtels, der am 6. März 1986 von dem niederländischen Astronomenehepaar Cornelis Johannes van Houten und Ingrid van Houten-Groeneveld entdeckt wurde. Die Entdeckung geschah bei der Durchmusterung von Fotoplatten, die von Tom Gehrels mit dem 120-cm-Oschin-Schmidt-Teleskop des Palomar-Observatoriums aufgenommen wurden.
Der Asteroid wurde nach dem englischen Landarzt Edward Jenner (1749–1823) benannt, der die moderne Schutzimpfung gegen Pocken entwickelte.